# Llop de Friül
Llop (Lupus) fou duc de Friül des de vers 663 fins a la seva mort el 666.
Immediatament després de ser nomenat duc a Friül, Llop va envair Grado amb un cos de cavalleria i va saquejar la ciutat, per després continuar cap a Aquileia, on va robar els tresors del Patriarcat.
Quan el rei Grimuald va anar al sud per rescatar al seu fill Romoald i al ducat de Benevent de la invasió de l'emperador romà d'Orient Constant II, va posar a Llop com el seu delegat encarregat de Pavia. Llop va actuar com un tirà durant l'absència de Grimuald, creient que el rei no tornaria i, així, es va veure obligat al final a fugir a Cividale, capital del Friül, i entrar en rebel·lia quan el rei va retornar al nord altra vegada. Grimuald immediatament va demanar al kagan dels àvars d'atacar Friül amb la finalitat de prevenir i evitar una guerra civil a Itàlia. La lluita es va perllongar durant quatre dies a Flovius durant els quals Lupus es va mantenir ferm els tres primers, obtenint un gran botí i matant molts enemics, abans que les seves pròpies pèrdues i l'arribada de reforços àvars obligués al seu exèrcit a retirar-se. Ell mateix va morir en la batalla.
El seu fill Arnefrid va reclamar el ducat de Friül a la mort del seu pare, però va ser derrotat per Grimuald. La filla Theuderada (o Theodorada) es va casar amb el Romuald abans esmentat i va actuar com a regent del ducat de Benevent pel seu fill Gisulf.